# Maisons (Eure-et-Loir)
Pour les articles homonymes, voir Maisons.
Maisons est une commune française située dans le département d'Eure-et-Loir, en région Centre-Val de Loire.
Ses habitants sont appelés les Maisonnais et Maisonnaises.

## Géographie

### Situation
Maisons se situe en Beauce, à 30 km de Chartres, 70 km de Paris, 30 km de Rambouillet, 25 km d'Étampes, et 75 km d'Orléans.

Situation géographique
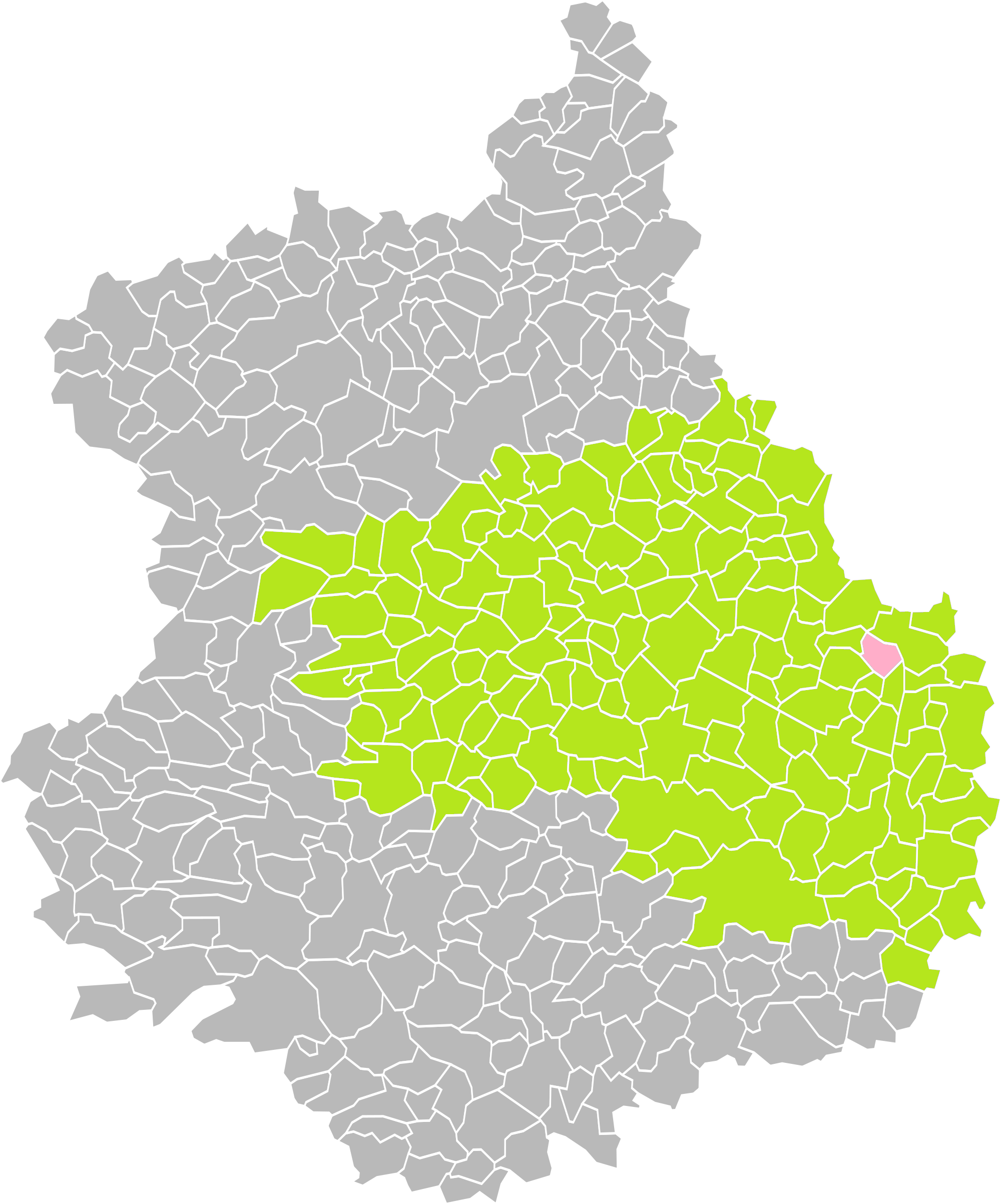
Maisons dans son arrondissement.
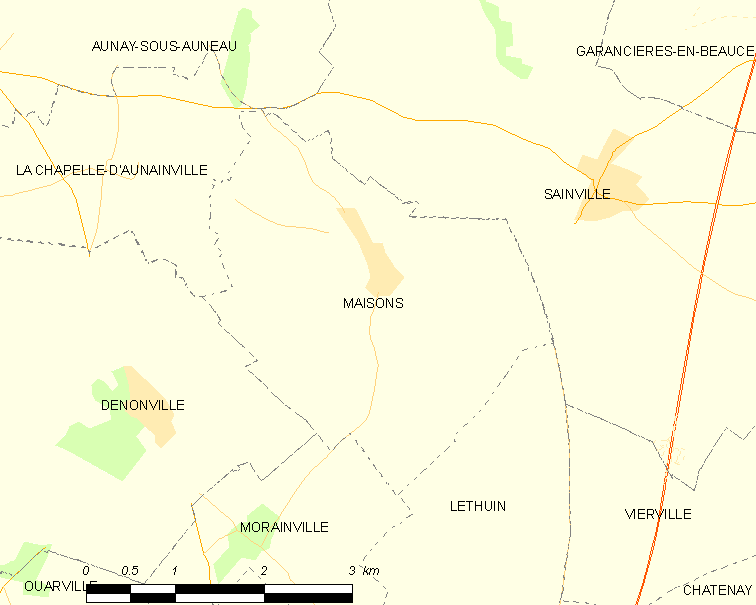
Carte de la commune de Maisons.

### Communes limitrophes
| La Chapelle-d'Aunainville | Sainville   | Sainville |
| La Chapelle-d'Aunainville | Maisons     | Sainville |
| Denonville                | Morainville | Lethuin   |

### Transports et communications

#### Réseau routier
La ville est traversée par les routes départementales D 17 et D 141.
L'accès à la ville est favorisé par un réseau routier important situé à proximité : accès à l'autoroute A10 et à la RD 191 à 7 kilomètres.

#### Desserte ferroviaire
La gare SNCF la plus proche se situe à Auneau, à 11 kilomètres, sur la Ligne de Brétigny à La Membrolle-sur-Choisille, via Châteaudun et Vendôme.

#### Bus
La commune est desservie par les lignes 15 (Équillemont - Auneau - Chartres), 15B (Aunay-sous-Auneau - Auneau - Chartres) et D 18 (Sainville - Auneau - Lycée Fulbert à Chartres) de la société de transports Transbeauce.

### Climat
Pour des articles plus généraux, voir Climat du Centre-Val de Loire et Climat d'Eure-et-Loir.
En 2010, le climat de la commune est de type climat océanique dégradé des plaines du Centre et du Nord, selon une étude du CNRS s'appuyant sur une série de données couvrant la période 1971-2000. En 2020, Météo-France publie une typologie des climats de la France métropolitaine dans laquelle la commune est exposée à un climat océanique altéré et est dans la région climatique  Sud-ouest du bassin Parisien, caractérisée par une faible pluviométrie, notamment au printemps (120 à 150 mm) et un hiver froid (3,5 °C). 
Pour la période 1971-2000, la température annuelle moyenne est de 10,6 °C, avec une amplitude thermique annuelle de 15,1 °C. Le cumul annuel moyen de précipitations est de 648 mm, avec 10,7 jours de précipitations en janvier et 7,6 jours en juillet. Pour la période 1991-2020, la température moyenne annuelle observée sur la station météorologique de Météo-France la plus proche, sur la commune de Sainville à 3 km à vol d'oiseau, est de 11,3 °C et le cumul annuel moyen de précipitations est de 655,5 mm,. Pour l'avenir, les paramètres climatiques de la commune estimés pour 2050 selon différents scénarios d'émission de gaz à effet de serre sont consultables sur un site dédié publié par Météo-France en novembre 2022.

## Urbanisme

### Typologie
Au 1er janvier 2024, Maisons est catégorisée commune rurale à habitat dispersé, selon la nouvelle grille communale de densité à 7 niveaux définie par l'Insee en 2022.
Elle est située hors unité urbaine. Par ailleurs la commune fait partie de l'aire d'attraction de Paris, dont elle est une commune de la couronne,. 

### Occupation des sols
L'occupation des sols de la commune, telle qu'elle ressort de la base de données européenne d’occupation biophysique des sols Corine Land Cover (CLC), est marquée par l'importance des territoires agricoles (96,8 % en 2018), une proportion sensiblement équivalente à celle de 1990 (97,3 %). La répartition détaillée en 2018 est la suivante : 
terres arables (96,8 %), zones urbanisées (3,2 %). L'évolution de l’occupation des sols de la commune et de ses infrastructures peut être observée sur les différentes représentations cartographiques du territoire : la carte de Cassini (XVIIIe siècle), la carte d'état-major (1820-1866) et les cartes ou photos aériennes de l'IGN pour la période actuelle (1950 à aujourd'hui).

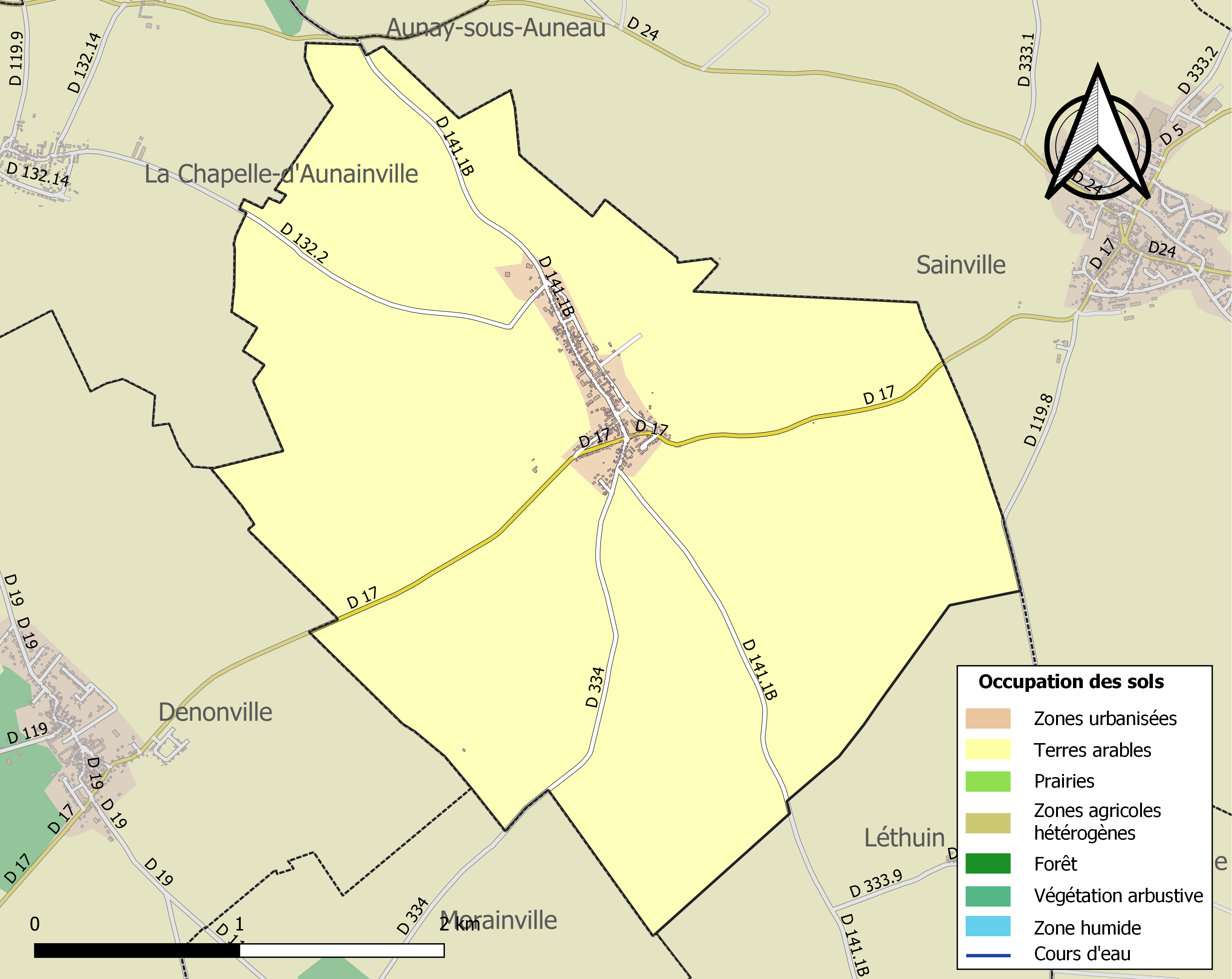
Carte des infrastructures et de l'occupation des sols de la commune en 2018 (CLC).

### Risques majeurs
Le territoire de la commune de Maisons est vulnérable à différents aléas naturels : météorologiques (tempête, orage, neige, grand froid, canicule ou sécheresse), inondationset séisme (sismicité très faible). Il est également exposé à un risque technologique, le transport de matières dangereuses. Un site publié par le BRGM permet d'évaluer simplement et rapidement les risques d'un bien localisé soit par son adresse soit par le numéro de sa parcelle.

#### Risques naturels
Certaines parties du territoire communal sont susceptibles d’être affectées par le risque d’inondation par débordement de cours d'eau, notamment le Coinon. La commune a été reconnue en état de catastrophe naturelle au titre des dommages causés par les inondations et coulées de boue survenues en 1999 et 2021,.

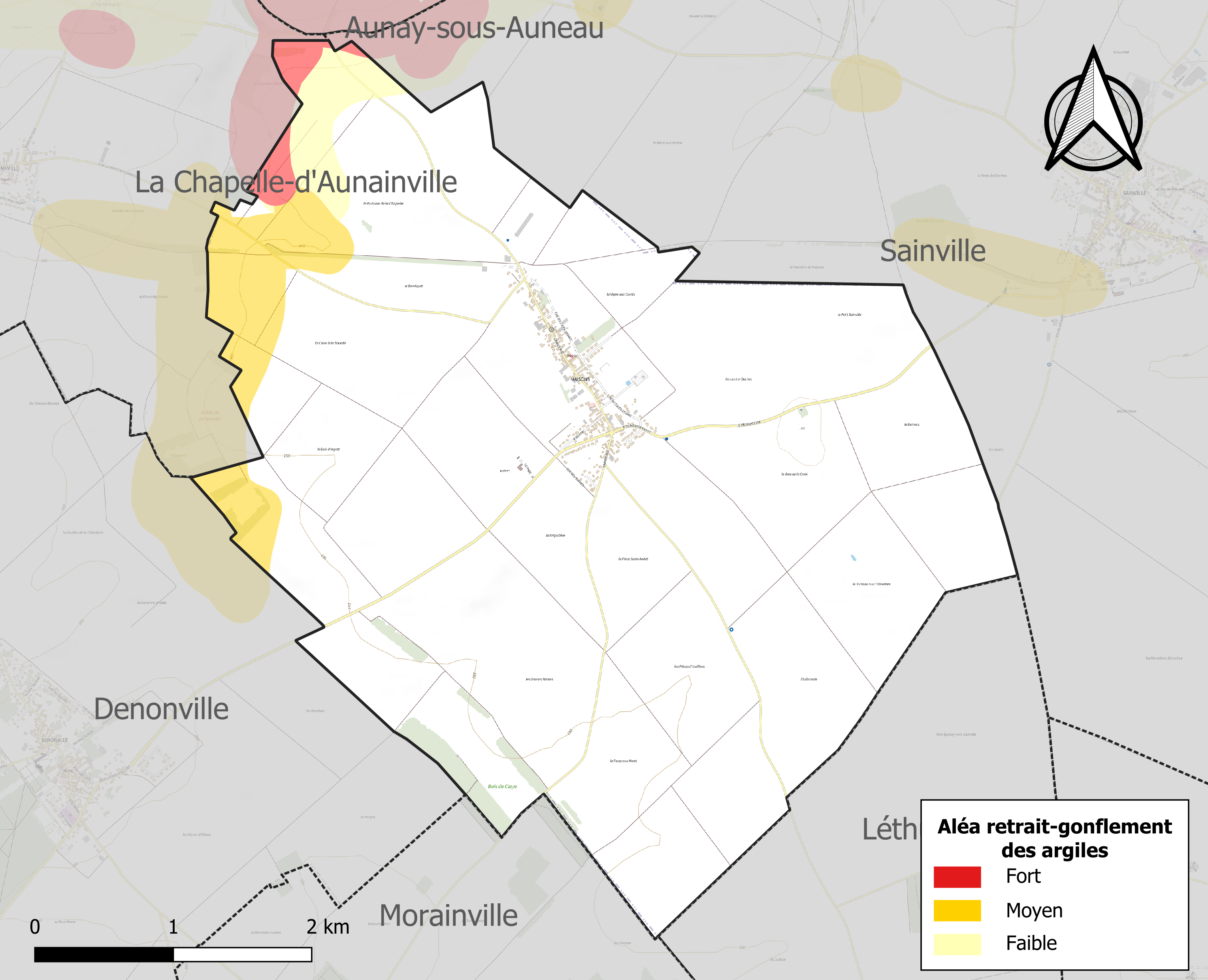
Carte des zones d'aléa retrait-gonflement des sols argileux de Maisons.

Le retrait-gonflement des sols argileux est susceptible d'engendrer des dommages importants aux bâtiments en cas d’alternance de périodes de sécheresse et de pluie. 6,1 % de la superficie communale est en aléa moyen ou fort (52,8 % au niveau départemental et 48,5 % au niveau national). Sur les 162 bâtiments dénombrés sur la commune en 2019, 0 sont en aléa moyen ou fort, soit 0 %, à comparer aux 70 % au niveau départemental et 54 % au niveau national. Une cartographie de l'exposition du territoire national au retrait gonflement des sols argileux est disponible sur le site du BRGM,.
Concernant les mouvements de terrains, la commune a été reconnue en état de catastrophe naturelle au titre des dommages causés par des mouvements de terrain en 1999.

#### Risques technologiques
Le risque de transport de matières dangereuses sur la commune est lié à sa traversée par des infrastructures routières ou ferroviaires importantes ou la présence d'une canalisation de transport d'hydrocarbures. Un accident se produisant sur de telles infrastructures est en effet susceptible d’avoir des effets graves au bâti ou aux personnes jusqu’à 350 m, selon la nature du matériau transporté. Des dispositions d’urbanisme peuvent être préconisées en conséquence.

## Toponymie
Le toponyme est issu du pluriel de l'oïl maison. Il s'agit d'une formation toponymique précoce du Moyen Âge (absence d'article défini), basée sur le gallo-roman MASIONE, au sens médiéval (dans les noms de lieux) de « maison importante », voire « château », mot qui a donné le français maison, attesté dès le Xe siècle au sens de « bâtiment servant de logis, d'habitation, de demeure ». Le terme gallo-roman est issu du latin ma(n)sionem, accusatif de mansio « séjour, lieu de séjour, habitation, demeure, auberge ».

## Histoire
Près des lieux appelés « La cave à la Sourde », « Terres noires », « Les Murgers », « La Fosse-aux-Morts » et « L'Infirmerie », on a trouvé dans le sol des traces d'antiques constructions gallo-romaines, de nombreux débris de tuiles plates à rebords, de grosses tuiles creuses et des tessons de poteries, ainsi que des monnaies romaines.
L'ancienne voie romaine de Paris à Blois passait par Maisons. Elle était appelée soit le chemin des Bœufs, soit la route de César. C'est elle qui délimite la frontière avec la commune de Sainville.
Maisons est cité au début du IXe siècle (déjà avec l'orthographe Maisons mais aussi appelée Mesuns), comme relevant du « Comté d’Étampes » et appartenant au douaire d'une certaine Gisle (Gisla), veuve d'un certain Roin (Rothing). Elle en fit don à l'abbaye de Gembloux que venait de fonder son petit-fils saint Guibert, donation entérinée en 946 par une charte d'Otton Ier du Saint-Empire. Au IXe siècle, Maisons eut à souffrir de cruels ravages : les Normands, avec leur chef Rollon, après avoir assiégé et pris Chartres, se dirigèrent vers Étampes, en ravageant tout sur leur passage et emmenèrent de nombreux Maisonnais en captivité.
Maisons apparaît ensuite, au tournant du XIe et du XIIe siècle, comme appartenant au couvent parisien des religieuses de Saint-Éloi. Mais cette terre, par suite de l'insécurité ambiante, est tombée en friche. N'arrivant pas à le gérer depuis Paris, elles la vendent aux religieux de Morigny, près d'Étampes. Le récit de la remise en valeur de ce hameau au tout début du XIIe siècle, par un moine nommé Baudouin, est donné par la Chronique de Morigny.
Il y avait un château, un prieuré et une maladrerie, tous détruits depuis. Le château, édifié au Moyen Âge était situé sur la route de Sainville près de la carrière, on y trouve encore des souterrains.
Pendant les guerres de religion, l'église fut incendiée.
Le 7 janvier 1745, le curé, Guillaume Hurly, fut tué par des voleurs.
En 1859, une maladie non identifiée causa la mort de nombreux Maisonnais, le conseil municipal décida alors d'annuler pour cette année la fête patronale.
Le 14 juillet 1907 un incendie éclata et les maisons de MM. Dugué et Goron brûlèrent, trois pompiers furent blessés.

## Politique et administration

### Liste des maires
| Période                                  | Période      | Identité           | Étiquette | Qualité       |
| ---------------------------------------- | ------------ | ------------------ | --------- | ------------- |
| Les données manquantes sont à compléter. |              |                    |           |               |
| Mars 2001                                | Mars 2014    | William Julien     |           |               |
| Mars 2014                                | Juillet 2020 | Martine Domingues  | SE        | Fonctionnaire |
| Juillet 2020                             | En cours     | Patricia Bernardon |           |               |

## Population et société

### Démographie
L'évolution du nombre d'habitants est connue à travers les recensements de la population effectués dans la commune depuis 1793. Pour les communes de moins de 10 000 habitants, une enquête de recensement portant sur toute la population est réalisée tous les cinq ans, les populations de référence des années intermédiaires étant quant à elles estimées par interpolation ou extrapolation. Pour la commune, le premier recensement exhaustif entrant dans le cadre du nouveau dispositif a été réalisé en 2004.

En 2022, la commune comptait 403 habitants, en évolution de +8,92 % par rapport à 2016 (Eure-et-Loir : −0,23 %, France hors Mayotte : +2,11 %).
| 1793 | 1800 | 1806 | 1821 | 1831 | 1836 | 1841 | 1846 | 1851 |
| ---- | ---- | ---- | ---- | ---- | ---- | ---- | ---- | ---- |
| 295  | 299  | 311  | 334  | 328  | 315  | 345  | 335  | 353  |

| 1856 | 1861 | 1866 | 1872 | 1876 | 1881 | 1886 | 1891 | 1896 |
| ---- | ---- | ---- | ---- | ---- | ---- | ---- | ---- | ---- |
| 376  | 363  | 355  | 360  | 353  | 354  | 362  | 345  | 326  |

| 1901 | 1906 | 1911 | 1921 | 1926 | 1931 | 1936 | 1946 | 1954 |
| ---- | ---- | ---- | ---- | ---- | ---- | ---- | ---- | ---- |
| 375  | 348  | 346  | 306  | 322  | 288  | 261  | 242  | 238  |

| 1962 | 1968 | 1975 | 1982 | 1990 | 1999 | 2004 | 2006 | 2009 |
| ---- | ---- | ---- | ---- | ---- | ---- | ---- | ---- | ---- |
| 216  | 215  | 176  | 204  | 227  | 254  | 302  | 316  | 319  |

| 2014 | 2019 | 2022 | - | - | - | - | - | - |
| ---- | ---- | ---- | - | - | - | - | - | - |
| 362  | 383  | 403  | - | - | - | - | - | - |

## Économie

### Entreprises
Dix sociétés et professions libérales sont implantées sur la commune : coopérative agricole, menuiserie, peinture, plomberie, couverture, maçonnerie, menuiserie, isolation, broderies et sérigraphie, transports (bois, charbon, carburants).

### Population active
| Population de 15 à 64 ans par type d'activité      |        |        |
|                                                    | 2006   | 1999   |
| Ensemble                                           | 189    | 149    |
| Actifs en %                                        | 82,3 % | 82,6 % |
| Dont :                                             |        |        |
| actifs ayant un emploi en %                        | 74,6 % | 75,8 % |
| chômeurs en %                                      | 7,7 %  | 6,7 %  |
| Inactifs en %                                      | 17,7 % | 17,4 % |
| élèves, étudiants et stagiaires non rémunérés en % | 6,6 %  | 8,7 %  |
| retraités ou préretraités en %                     | 3,9 %  | 2,7 %  |
| autres inactifs en %                               | 7,2 %  | 6,0 %  |
| Sources : Insee                                    |        |        |

### Projet éolien refusé
Le conseil municipal a délibéré en février 2010 pour l'étude d'un projet éolien qui vise à l'implantation de 10 éoliennes sur le territoire de la commune.
Le préfet de région Centre-Val de Loire a refusé le projet le 6 février 2012 pour les raisons suivantes : situé dans une zone utilisée par le groupement interarmées d’hélicoptères (GIH), trop proche du périmètre de sensibilité (23 km de protection) de la cathédrale de Chartres, en covisibilité avec plusieurs monuments protégés, susceptible de créer un phénomène de saturation visuelle.
Toutefois, l'aménageur a informé la commune, par courrier du 20 septembre 2013, que le recours déposé à la suite du refus du permis de construire a été jugé le 1er octobre 2013. La commune doit être informée du délibéré.
Par arrêt de la cour administrative d'appel de Nantes en date du 29 décembre 2014, faisant suite à la requête déposée par la société "Ferme éolienne de Maisons", le préfet de région a été contraint de réexaminer le permis de construire de neuf éoliennes sur le territoire de la commune.
Ce projet a été définitivement refusé par un second jugement de la cour administrative d'appel de Nantes le 5 juillet 2017.

## Culture locale et patrimoine

### Lieux et monuments
- Le moulin à vent. Son dernier meunier est tué sur le front en 1940, le moulin est alors abandonné et tombe petit à petit en ruines. Monsieur Bompois l'achète en 1959, le restaure et l'aménage en habitation[32] ;
- Le monument aux morts ;
- Un monument est érigé en mémoire du capitaine aviateur Ludovic Arrachart, décédé sur la commune le 23 mai 1933 lors d'essais pour la coupe Deutsch de la Meurthe. Cette stèle, inaugurée le dimanche 26 août 1934 en présence de nombreuses personnalités et d'aviateurs (Maurice Bellonte, Maryse Bastié), avec un survol d'escadrilles, a été obtenue par souscription à l'initiative de l’Aéro-club d'Eure-et-Loir[33],[34],[35] ;
- L'église Sainte-Anne ;
- Le château d'eau.

Lieux et monuments de Maisons
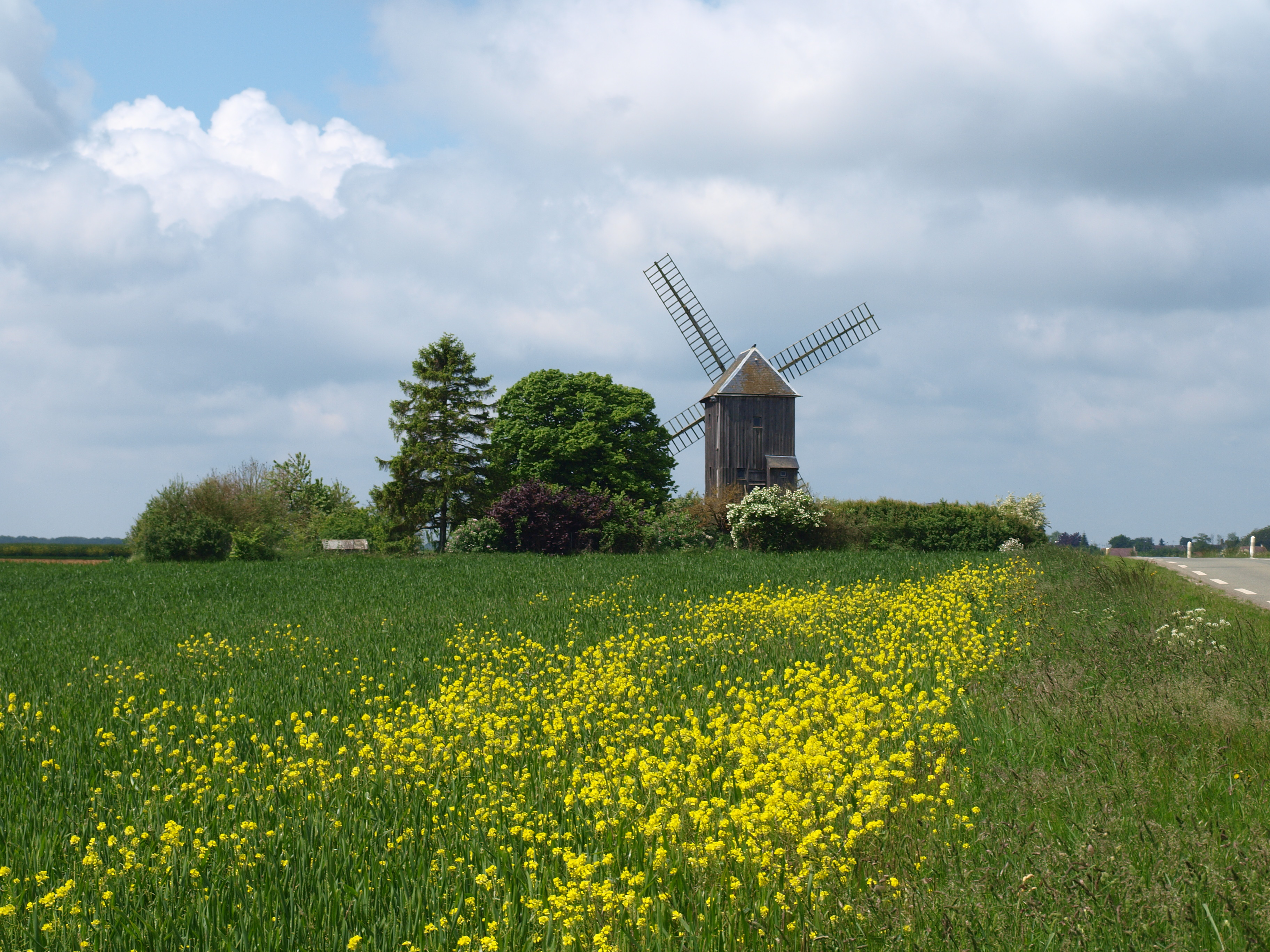
Le moulin à vent.
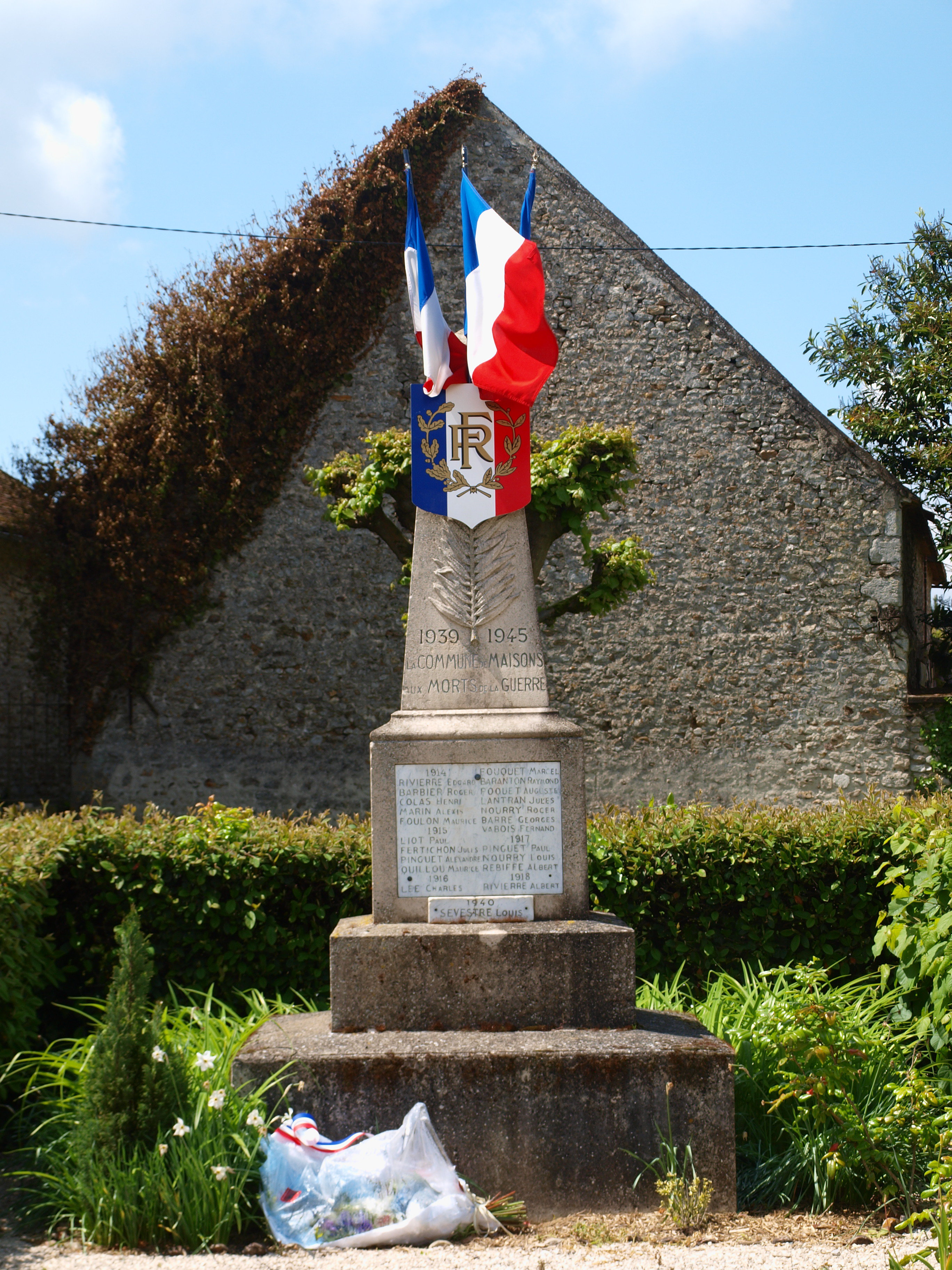
Le monument aux morts.
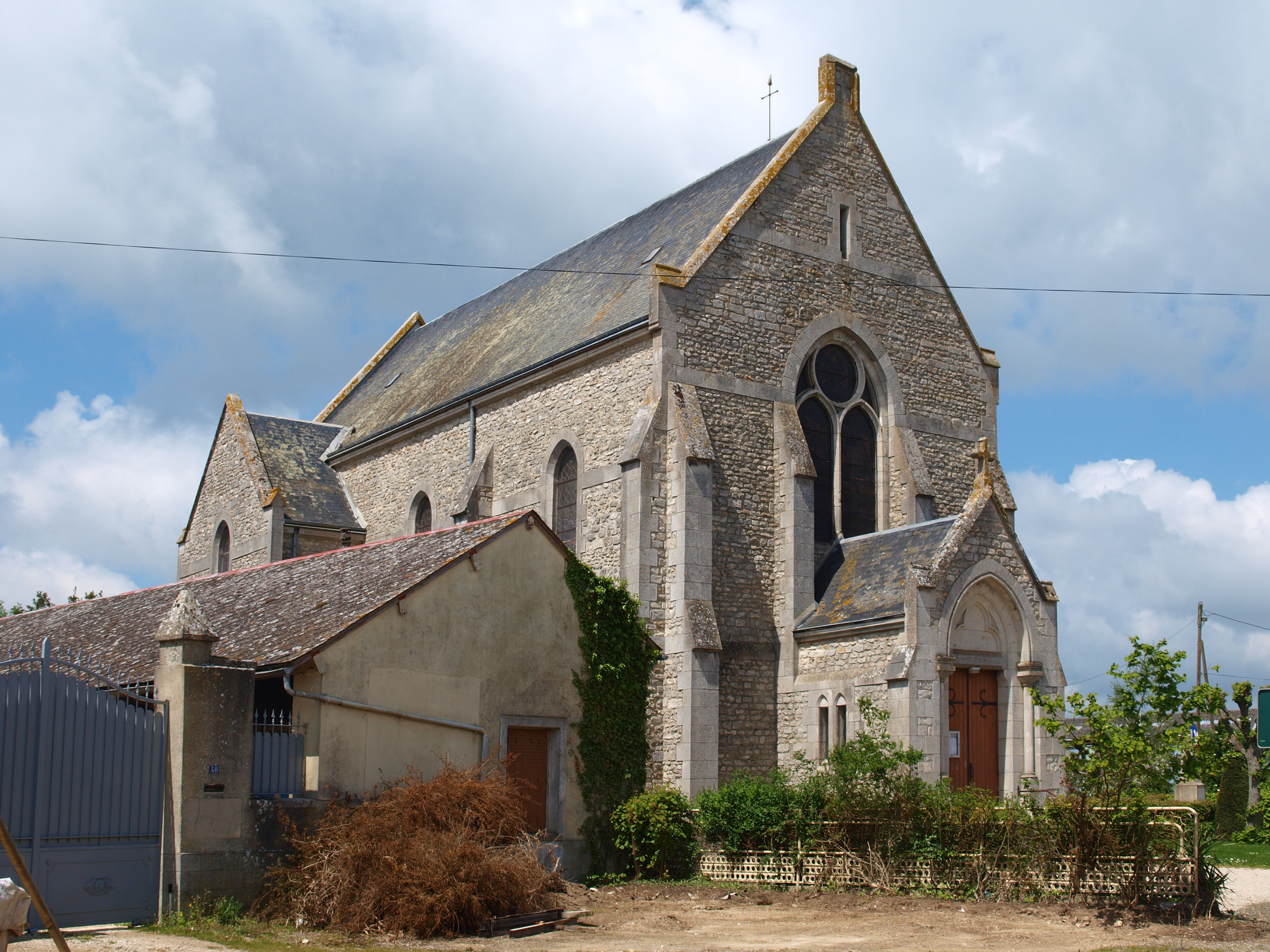
L'église Sainte-Anne.
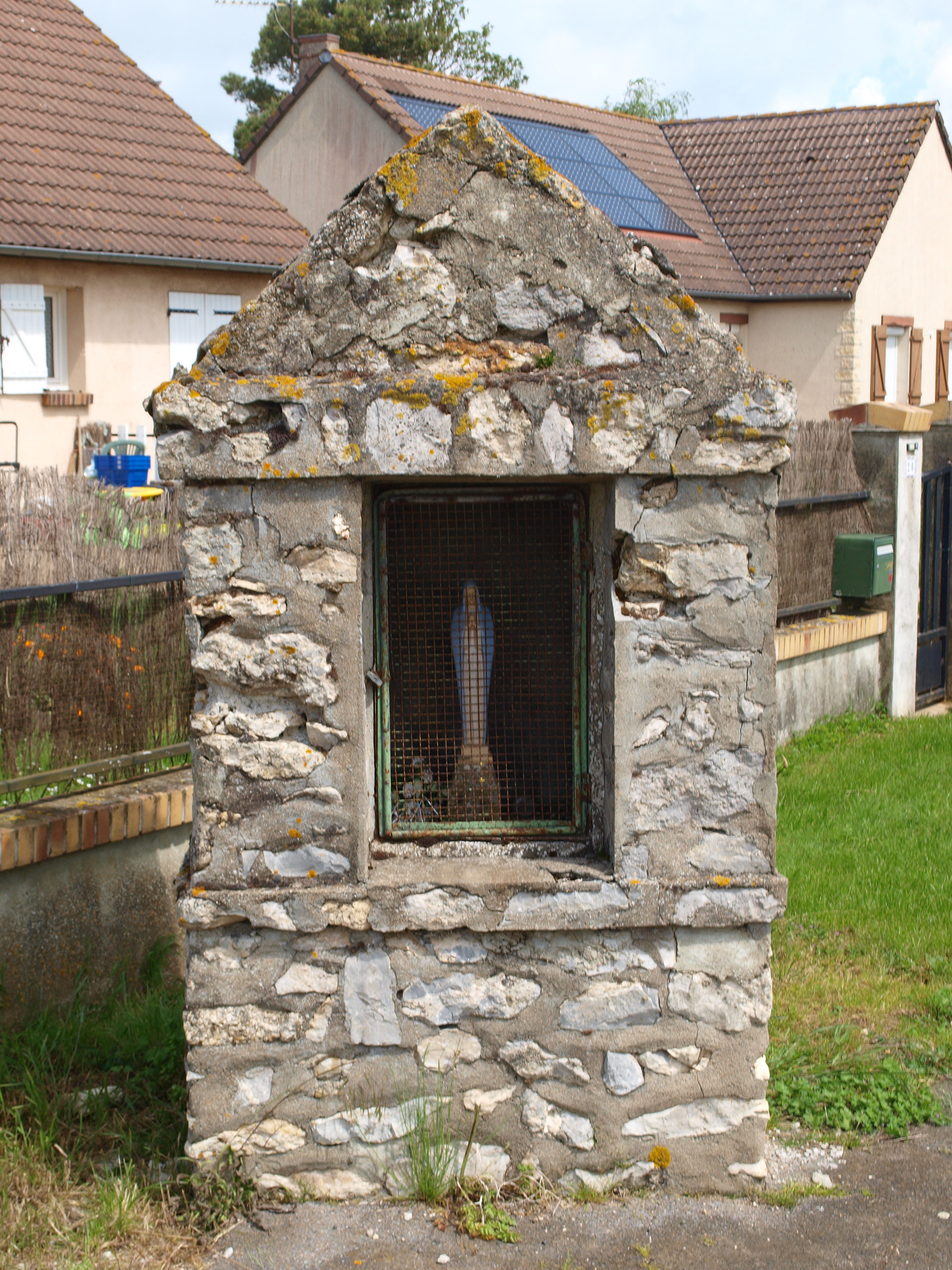
L'oratoire.
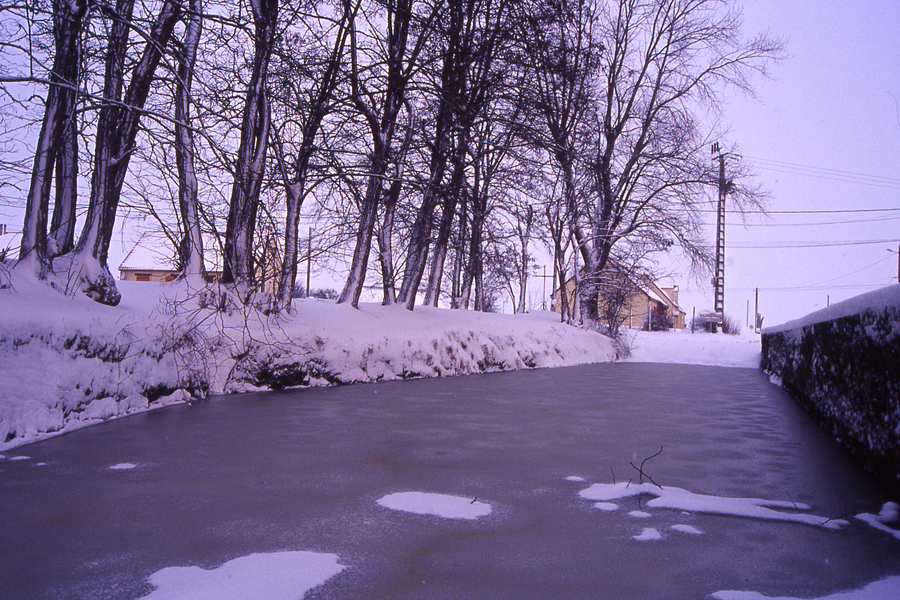
La mare.
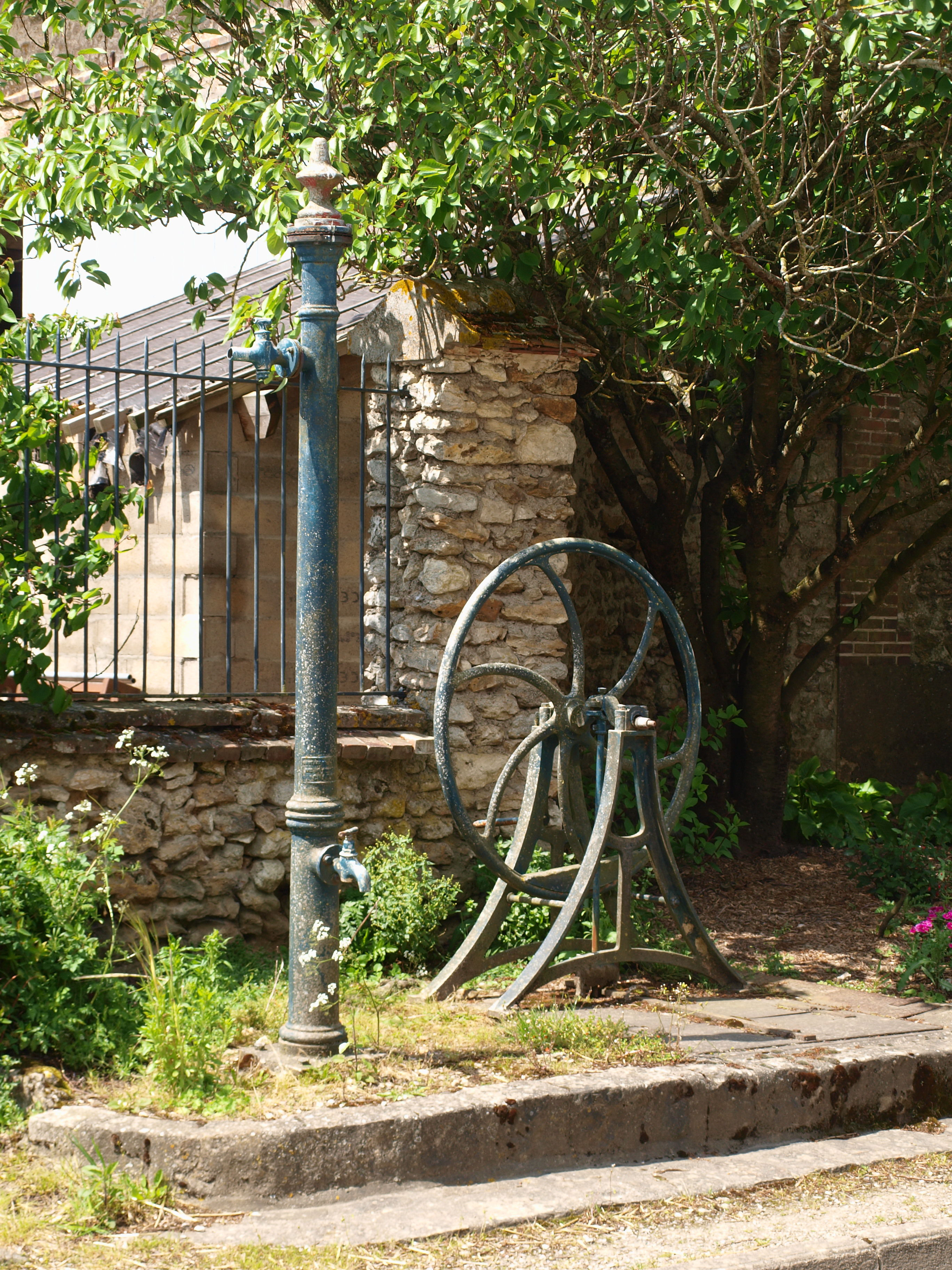
La pompe.
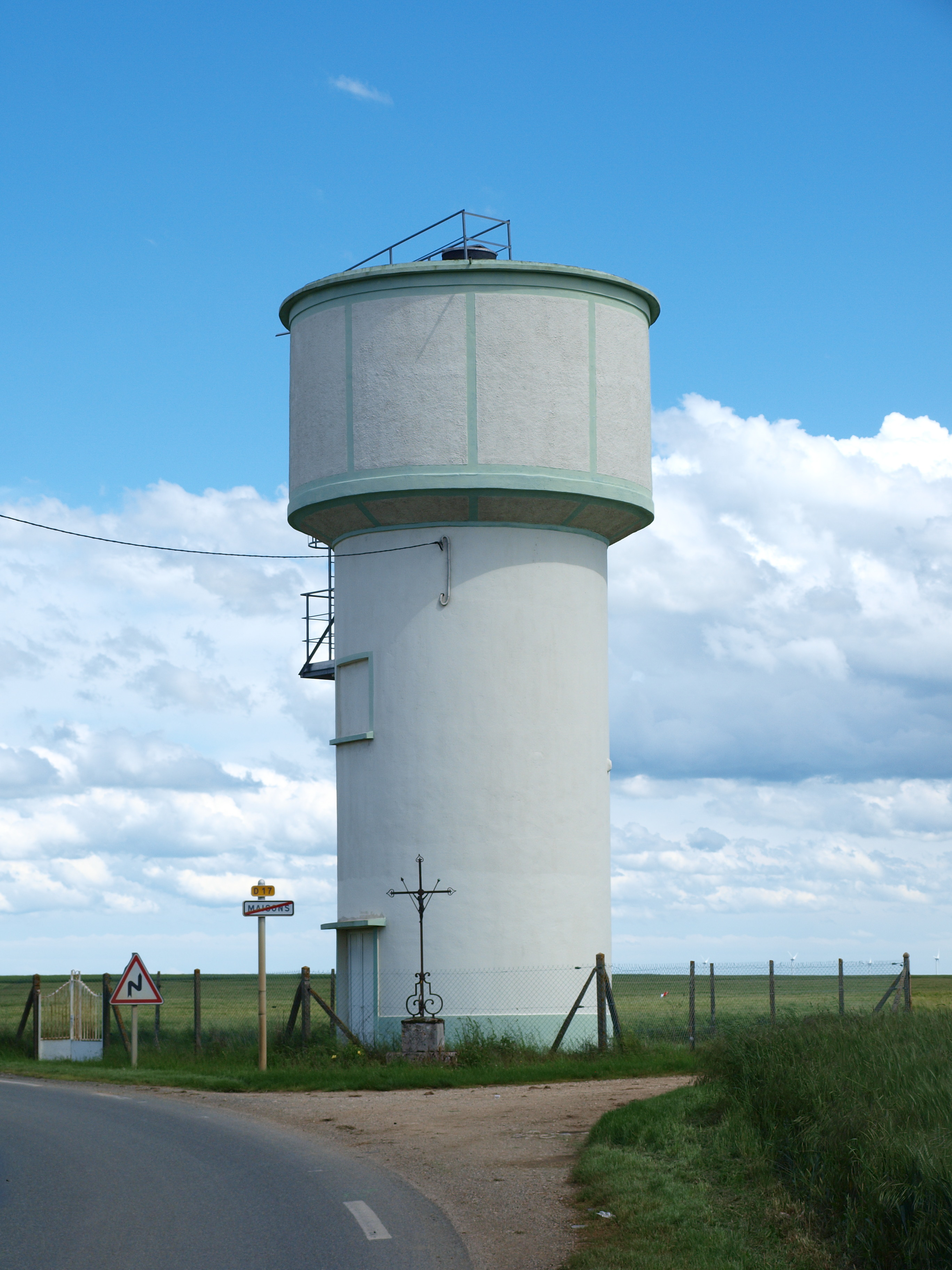
Le château d'eau.
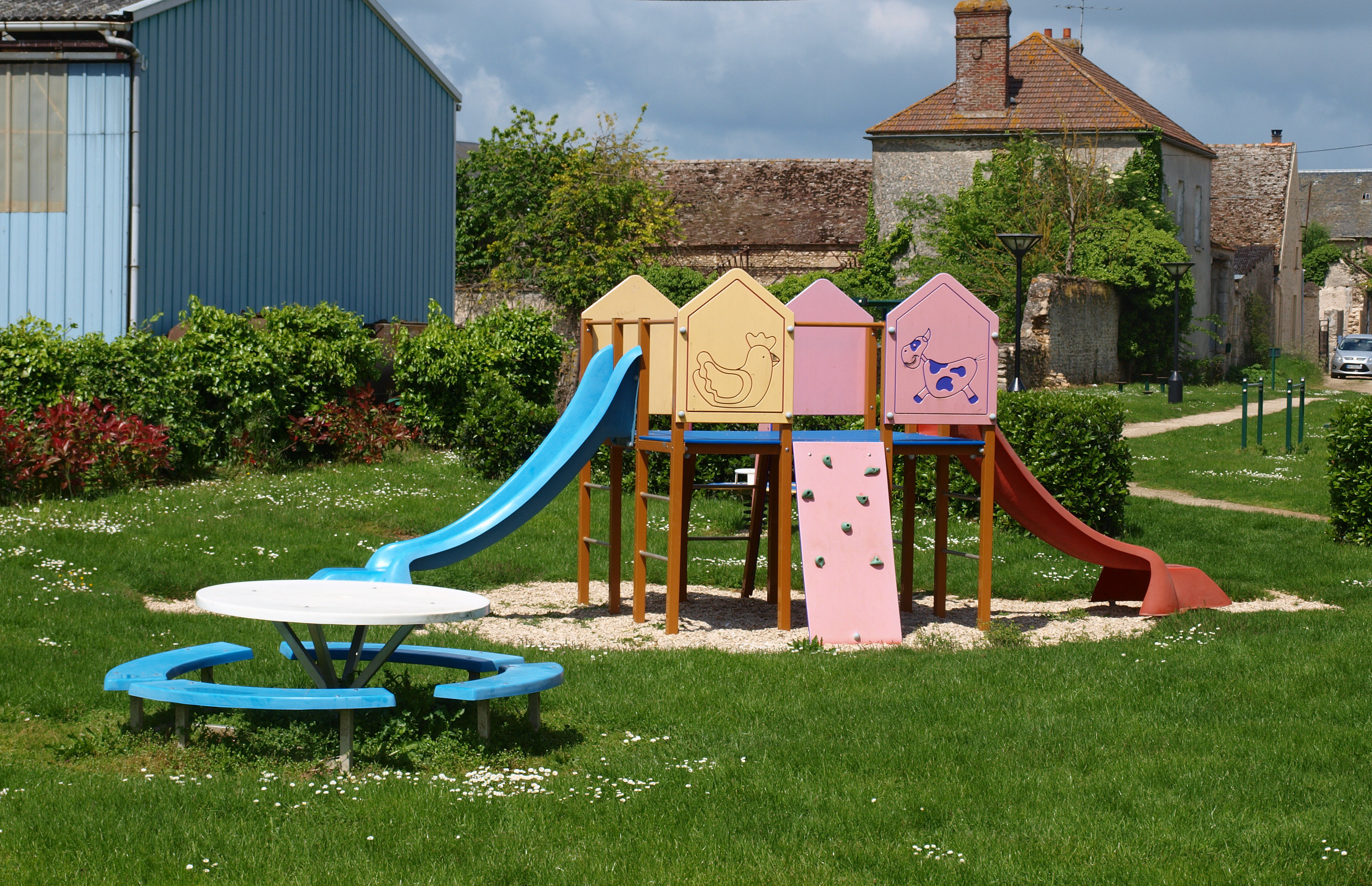
L'aire de jeux.
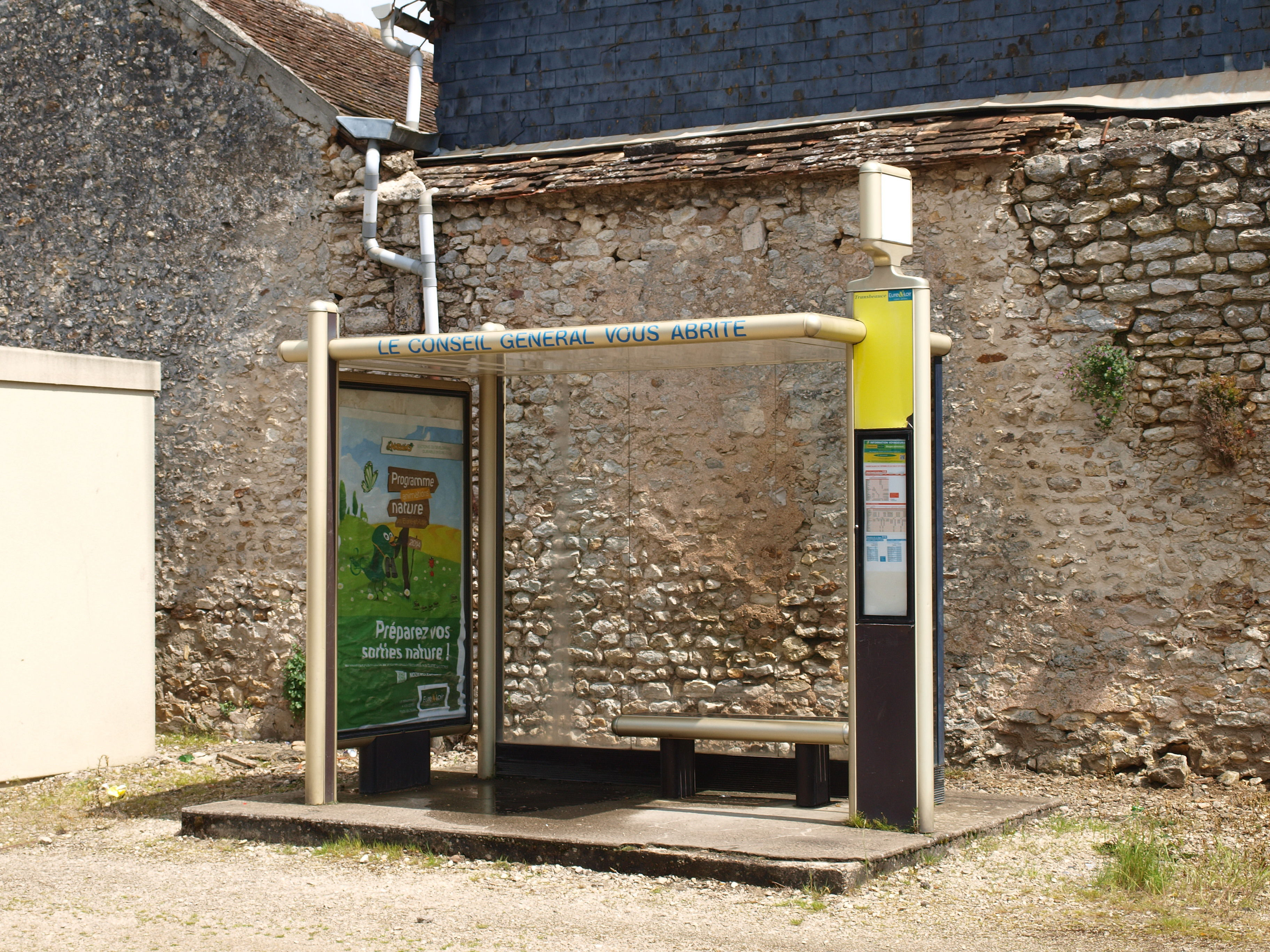
L'abribus du conseil général.

### Personnalités liées à la commune
- Ludovic Arrachart (1897-1933), aviateur français dont l'avion s'est écrasé le 23 mai 1933 à la sortie du village alors qu'il effectuait des essais sur son avion Caudron C.362 (en).